# Tour de Francia 1951
El 38.º Tour de Francia se disputó entre el 4 y el 29 de julio de 1951 con un recorrido de 4690 km. dividido en 24 etapas.
Participaron 123 ciclistas, repartidos en 12 equipos integrados por un distinto número de corredores. De ellos, solo llegaron a París 66 ciclistas, y sin que ningún equipo lograra finalizar la prueba con todos sus integrantes.
En esta edición se asciende por vez primera el Mont Ventoux y tras 25 años la carrera no se inicia en París.
El vencedor cubrió la prueba a una velocidad media de 32,949 km/h.

## Etapas
| Etapa | Fecha     | Recorrido                             | Distancia (km) | Ganador           | Líder             |
| ----- | --------- | ------------------------------------- | -------------- | ----------------- | ----------------- |
| 1.ª   | 4 de jul  | Metz - Reims                          | 185            | Giovanni Rossi    | Giovanni Rossi    |
| 2.ª   | 5 de jul  | Reims - Gante                         | 228            | Jean Diederich    | Jean Diederich    |
| 3.ª   | 6 de jul  | Gante - Le Tréport                    | 219            | Georges Meunier   | Jean Diederich    |
| 4.ª   | 7 de jul  | Le Tréport - París                    | 188            | Roger Lévêque     | Jean Diederich    |
| 5.ª   | 8 de jul  | París - Caen                          | 215            | Serafino Biagioni | Serafino Biagioni |
| 6.ª   | 9 de jul  | Caen - Rennes                         | 182            | Edouard Muller    | Roger Lévêque     |
| 7.ª   | 10 de jul | La Guerche - Angers                   | 85 (CR)        | Hugo Koblet       | Roger Lévêque     |
| 8.ª   | 11 de jul | Angers - Limoges                      | 241            | André Rosseel     | Roger Lévêque     |
| 9.ª   | 13 de jul | Limoges - Clermont-Ferrand            | 236            | Raphaël Géminiani | Roger Lévêque     |
| 10.ª  | 14 de jul | Clermont-Ferrand - Brive-la-Gaillarde | 216            | Bernardo Ruiz     | Roger Lévêque     |
| 11.ª  | 15 de jul | Brive-la-Gaillarde - Agen             | 177            | Hugo Koblet       | Roger Lévêque     |
| 12.ª  | 16 de jul | Agen - Dax                            | 233            | Wim Van Est       | Wim Van Est       |
| 13.ª  | 17 de jul | Dax - Tarbes                          | 201            | Serafino Biagioni | Gilbert Bauvin    |
| 14.ª  | 18 de jul | Tarbes - Luchon                       | 178            | Hugo Koblet       | Hugo Koblet       |
| 15.ª  | 19 de jul | Luchon - Carcassonne                  | 213            | André Rosseel     | Hugo Koblet       |
| 16.ª  | 20 de jul | Carcasona - Montpellier               | 192            | Hugo Koblet       | Hugo Koblet       |
| 17.ª  | 22 de jul | Montpellier - Aviñón                  | 224            | Louison Bobet     | Hugo Koblet       |
| 18.ª  | 23 de jul | Aviñón - Marsella                     | 173            | Fiorenzo Magni    | Hugo Koblet       |
| 19.ª  | 24 de jul | Marsella - Gap                        | 208            | Armand Baeyens    | Hugo Koblet       |
| 20.ª  | 25 de jul | Gap - Briançon                        | 165            | Fausto Coppi      | Hugo Koblet       |
| 21.ª  | 26 de jul | Briançon - Aix-les-Bains              | 201            | Bernardo Ruiz     | Hugo Koblet       |
| 22.ª  | 27 de jul | Aix-les-Bains - Ginebra               | 98 (CR)        | Hugo Koblet       | Hugo Koblet       |
| 23.ª  | 28 de jul | Ginebra - Dijon                       | 197            | Germain Derijcke  | Hugo Koblet       |
| 24.ª  | 29 de jul | Vichy - París                         | 354            | Adolphe Deledda   | Hugo Koblet       |

 CR = Contrarreloj individual

## Clasificación general
| Clasificación general |                   |                 |                   |
| Ciclista              | Ciclista          | Equipo          | Tiempo            |
| --------------------- | ----------------- | --------------- | ----------------- |
| 1.º                   | Hugo Koblet       | Suiza           | 142 h 20 min 14 s |
| 2.º                   | Raphaël Géminiani | Francia         | + 22 min 00 s     |
| 3.º                   | Lucien Lazaridès  | Francia         | + 24 min 16 s     |
| 4.º                   | Gino Bartali      | Italia          | + 29 min 09 s     |
| 5.º                   | Stan Ockers       | Bélgica         | + 32 min 53 s     |
| 6.º                   | Pierre Barbotin   | Francia         | + 36 min 40 s     |
| 7.º                   | Fiorenzo Magni    | Italia          | + 39 min 14 s     |
| 8.º                   | Gilbert Bauvin    | East/South-East | + 45 min 53 s     |
| 9.º                   | Bernardo Ruiz     | España          | + 45 min 55 s     |
| 10.º                  | Fausto Coppi      | Italia          | + 46 min 51 s     |